# Bulbophyllum bigibbosum
Bulbophyllum bigibbosum là một loài phong lan thuộc chi Bulbophyllum.